# Rudolf Ströbinger
Rudolf Ströbinger (ur. 5 marca 1931 w Milíčovicach, Morawy, zm. 1 grudnia 2005 w Hage, Dolna Saksonia) – pisarz niemiecki, dziennikarz, publicysta.
Urodzony na Morawach, młodość spędził w Czechosłowacji. Ukończył studia filozoficzne na Uniwersytecie Karola w Pradze, pracował jako dziennikarz w rozgłośniach radiowych i prasie. Doszedł do stanowiska zastępcy redaktora naczelnego dziennika „Lidová Demokracie”. Po stłumieniu praskiej wiosny w 1968 został zmuszony do wyjazdu do RFN.
Pracował m.in. jako szef czeskiej redakcji rozgłośni „Deutsche Welle” w Kolonii. W 1969 został członkiem centrum niemieckojęzycznych pisarzy emigracyjnych działającego przy Międzynarodowym PEN-Clubie (tzw. Exil-PEN Clubu); pełnił funkcję rzecznika prasowego tej instytucji, później sekretarza generalnego, od 1982 prezydenta.
Był autorem około 20 książek, zaliczanych do literatury faktu, poruszających zagadnienia europejskiej historii najnowszej. Badał m.in. niewyjaśnione okoliczności śmierci Maty Hari, Rudolfa Slansky’ego, Michaiła Tuchaczewskiego, Raoula Wallenberga. Niektóre z jego książek, tłumaczone na wiele języków, zyskały światowy rozgłos. Był autorem m.in.:
- Roter Kolonialismus. Minderheiten im Ostblock (1981)
- Das Rätsel Wallenberg (1982)
- Anatomie eines Staatsstreichs. Neue Wege zur neuen Weltrevolution (1982)
- Der Mord am Generalsekretär. Stalins grösster Schauprozess. Der Slansky Prozess in Prag (1983)
- Poker um Prag (1985)
- Schicksalsjahre an der Moldau. Die Tschechoslowakei – Siebzig Jahre einer Republik (1988)
- Stalin enthauptet die Rote Armee (1992)